# Udobno-Zelentxukski
Udobno-Zelentxukski - Удобно-Зеленчукский (rus) - és un khútor del krai de Krasnodar, a Rússia. Es troba a la vora esquerra del riu Bolxoi Zeléntxuk, afluent del riu Kuban, davant d'Injitxixko, a 26 km al sud-est d'Otràdnaia i a 235 km al sud-est de Krasnodar. Pertany a l'stanitsa d'Udóbnaia.